# Sonaco
Sonaco ist eine Kleinstadt im Nordosten Guinea-Bissaus mit 2321 Einwohnern (Stand 2009). Sie liegt zwischen Contuboel und der Regionalhauptstadt Gabú, an einem Zufluss des nahen Rio Gebas.
Der Ort ist Sitz des gleichnamigen Verwaltungssektors mit einer Fläche von 784 km² und 37.804 Einwohnern (Stand 2007), überwiegend Fulbe (port. Fula). Es ist der kleinste Sektor der Region Gabú.
Der von Savannenlandschaft geprägte Sektor gehört zu den trockensten Gegenden des ansonsten sehr wasserreichen Guinea-Bissaus. Der nahe Rio Geba und seine Zuflüsse sorgen hier dennoch für stellenweise reiche Vegetation.

## Gliederung
Der Hauptort Sonaco ist in fünf, mit Untergliederungen sieben Stadtviertel (Bairros) gegliedert.
Der Sektor Sonaco umfasst insgesamt 152 Orte, überwiegend ländliche Dörfer (Tabancas). Zu den wichtigsten Ortschaften gehören:
- Fase (1979 Einwohner in zwei Ortsteilen)
- Madina Sori (1093 Einwohner)
- Mafanco (1020 Einwohner in zwei Ortsteilen)
- Paunca (1718 Einwohner in zwei Ortsteilen)
- Saucunda (1483 Einwohner in zwei Ortsteilen)
- Sintchã Samba Joquel (903 Einwohner)
- Sonaco (2321 Einwohner in sieben Ortsteilen)
- Tonhataba (809 Einwohner in drei Ortsteilen)

## Sport
Wichtigster Sportverein im Sektor ist der Fußballklub Futebol Clube de Sonaco. Der FC Sonaco stieg 2017 erstmals in die oberste guinea-bissauischen Liga auf (Stand 2017).
Er empfängt seine Gäste im Estádio Conco-Sané in Sonaco.
Seit Ende 2017 führt der Verein Gespräche mit dem portugiesischen Traditionsklub Belenenses Lissabon zur Aufnahme als Filialverein.